# Monts Mahale
Les monts Mahale sont une chaîne de montagnes de la Tanzanie située à l’est du lac Tanganyika.